# Figeac
Die französische Gemeinde Figeac [fiʒak] liegt im Département Lot in der Region Okzitanien und ist Verwaltungssitz des Arrondissements Figeac. Mit 9757 Einwohnern (Stand 1. Januar 2022) ist die Stadt ein regionales Zentrum, das vorwiegend vom Tourismus, der Landwirtschaft und dem Maschinenbau lebt. Sie liegt am Fernwanderweg GR 65, welcher weitgehend dem historischen Verlauf des französischen Jakobsweges „Via Podiensis“ folgt. Überregional bekannt ist sie vor allem als Geburtsort des Ägyptologen Jean-François Champollion, der durch die Übersetzung des Steins von Rosette die Hieroglyphen entzifferte. Am 12. Mai 1944 wurde die Stadt Opfer einer Razzia der 2. SS-Panzer-Division „Das Reich“. 

## Geografie
Figeac liegt am südwestlichen Rand des Zentralmassivs, nördlich des  Lot-Tals, am rechten Ufer des Flusses Célé. Der Célé mündet zwischen Saint-Cirq-Lapopie und Bouziès als linker Nebenfluss in den Lot. Die nächsten französischen Großstädte sind Lyon (254 km) im Nordosten, Toulouse (121 km) im Südwesten, Bordeaux (209 km) im Westen und Montpellier (184 km) im Südosten.

## Geschichte
In der ersten Hälfte des 8. Jahrhunderts soll nach Victor Adolphe Malte-Brun ein Kloster entstanden sein, das im Jahre 861 von Wikingern überfallen wurde. Nach der Plünderung durch die Wikinger wurde 838 erneut ein Kloster gegründet. Das Kloster und die sich entwickelnde Stadt gelangten durch die Pilgerbewegung nach Santiago de Compostela und Rocamadour rasch zu großem Wohlstand. Nach wachsenden Spannungen zwischen der Stadt, den großen Händlerfamilien und dem Abt kam Figeac 1304 unter die direkte Aufsicht von Philipp dem Schönen. Dieser verlieh der Stadt das seltene Privileg, eigene Münzen zu prägen. Außerdem hatte sie das Recht, ihre Stadtregierung selbst zu wählen und die Stadt zu befestigen. Diese Privilegien wurden 1334 und 1483 von den jeweiligen französischen Herrschern bestätigt. Sowohl in den Hundertjährigen Krieg (1337–1453) mit England als auch in die Religionskriege im 16. und 17. Jahrhundert wird Figeac verstrickt. Im 18. Jahrhundert gelangt die Stadt zu einigem Wohlstand. Am 10. November 1862 erhält Figeac mit der Eröffnung der Bahnstrecke zwischen Brive-la-Gaillarde und Toulouse Zugang zum französischen Eisenbahnnetz. Im Jahre 1864 wird eine weitere Strecke nach Aurillac eröffnet.

### Razzia vom 12. Mai 1944 und Verschleppung von Bewohnern
Am 12. Mai 1944 nahm ein Truppenteil der 2. SS-Panzer-Division „Das Reich“ 442 Männer und 8 Frauen gefangen und verschleppte sie auf Lastkraftwagen verladen nach Montauban. Von dort wurden die Menschen nach Deutschland in die Konzentrationslager KZ Dachau, KZ Neuengamme und KZ Ravensbrück sowie in Arbeitslager deportiert. 170 Männer und drei Frauen kehrten nicht mehr zurück.  

### Hôpital Saint-Jacques
Das Hospital Hôpital Saint-Jacques diente der Versorgung und Pflege der Jakobspilger auf der Via Podiensis. Urkundlich nachgewiesen ist die Existenz des Hospitals seit dem 13. Jahrhundert, die ältesten heute noch erhaltenen Bauteile stammen aus dem 18. Jahrhundert, als es zu einem allgemeinen Krankenhaus für die Stadt und Umgebung umgewandelt wurde. Seit 1998 ist es als Teil des Weltkulturerbes der UNESCO „Wege der Jakobspilger in Frankreich“ ausgezeichnet.

## Bevölkerungsentwicklung
| Jahr                       | 1962 | 1968 | 1975   | 1982 | 1990 | 1999 | 2011 | 2018 |
| Einwohner                  | 8338 | 9593 | 10.077 | 9667 | 9549 | 9606 | 9773 | 9778 |
| Quellen: Cassini und INSEE |      |      |        |      |      |      |      |      |

## Jakobsweg (Via Podiensis)
In Figeac gibt es neben einer Touristeninformation (Office du Tourisme), Hotels und Restaurants auch einen Campingplatz. Außerdem finden sich mehrere Pilgerherbergen (französisch Gîtes d'étape) und Privatzimmer (Chambres d'Hôtes) im Ort, diese werden auch von Jakobspilgern genutzt. Der Weg führt jetzt nördlich des Lot-Tals durch die Causses du Quercy, die sich zwischen dem Tal des Lot und des Célé erstrecken. Auf dieser Kalk-Hochfläche dominieren Eichenwälder und karge Schafweiden. In Béduer zweigt die Variante durch das Tal des Célé ab, während der GR 65 weiter nach Cajarc ins Tal des Lot führt. Als Straßenverbindung nach Cajarc gibt es zum einen die D662, welche von Figeac direkt ins Lot-Tal führt und dann dem nördlichen Ufer folgt. Zum anderen gibt es die D19, welche nach circa zwei Kilometern von der D662 abzweigt und über die Hochfläche via Béduer nach Cajarc führt.

Im Mittelalter wählten viele Pilger die Route nach Nordwesten, um das Marienheiligtum in Rocamadour zu besuchen.

## Kultur und Sehenswürdigkeiten
Figeac trägt den offiziellen Titel Stadt der Kunst und Geschichte, welche vom Conseil Régional Midi-Pyrénées vergeben wird, und zählt damit zu den 18 Grands Sites de Midi-Pyrénées. Die Altstadt hat im Wesentlichen ihren mittelalterlichen Charakter bewahrt. Aus dem 13. bis 16. Jahrhundert gibt es noch viele Häuser. Der typische Baustil besteht aus dreigeschossigen Gebäuden mit Arkaden im Erdgeschoss, hinter denen sich meist Geschäfte befinden. Im ersten Stock waren die Wohnräume, und das offene Dachgeschoss wurde als Lager oder Stapelraum genutzt. In der Wohnebene sind häufig gotische Fensterformen und eine Galerie anzutreffen. An den Fassaden findet man oft verspielte Erker und reich verzierte Türen.
- Das prächtige Stadthaus Hôtel de la Monnaie, die ehemalige Münze aus dem 13. Jahrhundert, beherbergt heute das Office du Tourisme und das Stadtmuseum.

- Im Musée Champollion wird das Leben und Wirken von Jean-François Champollion gewürdigt. Der Sprachwissenschaftler und Ägyptologe erlangte mit der Übersetzung des Steins von Rosetta und der damit verbundenen Entzifferung der ägyptischen Hieroglyphen Weltruhm. Auf der Place des Écritures (Schriftenplatz) liegt eine überdimensionale Kopie des Steins von Rosetta, die vom Bildhauer Joseph Kosuth geschaffen wurde. Das Original des Steins wird im British Museum in London aufbewahrt.

- Die runden Obelisken im Westen und Süden der Stadt sind als die Nadeln von Cingle und Lissac bekannt. Sie sind jeweils auf einer zylindrischen Steinbasis errichtet und 14,5 bzw. 11,5 Meter hoch. Der Zweck der Monumente ging verloren. Es wird vermutet, dass sie als Grenzsteine von Ländereien oder als Hinweis für die Jakobspilger dienten.

- Die Kirche Saint-Sauveur gehörte zur ehemaligen Abtei und wurde 1092 zu Zeiten des Abtes Hugo von Cluny geweiht. Trotz der Ergänzung von Seitenkapellen im 14. Jahrhundert und Zerstörungen während des Hundertjährigen Krieges und der Religionskriege wurde der ehemalige Plan weitgehend erhalten.

- Die Kirche der Karmeliter, am Eingang zur Stadt in der Nähe des Hospitals gelegen, ist der letzte sichtbare Rest des ehemaligen Karmeliterklosters.

- Die Kirche Notre-Dame du Puy ist romanischen Ursprungs, hat aber jetzt die typische Form der karolingischen Basilika. Sie wurde mehrmals umgebaut, zuletzt im 14. und 18. Jahrhundert. Der Chor enthält schöne romanische Schnitzereien und ein großes Nussbaum-Retabel von 1696.

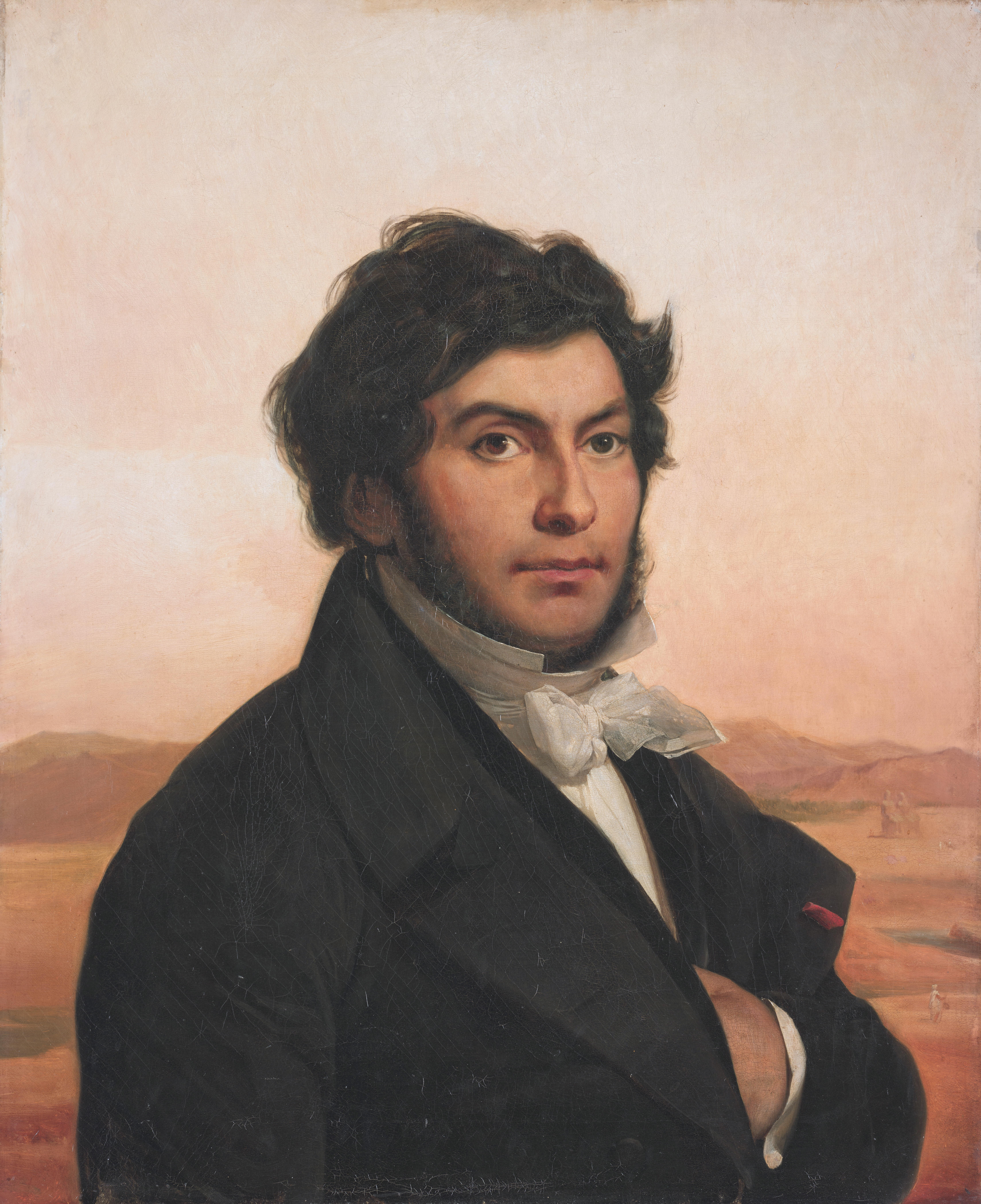
Jean-François Champollion
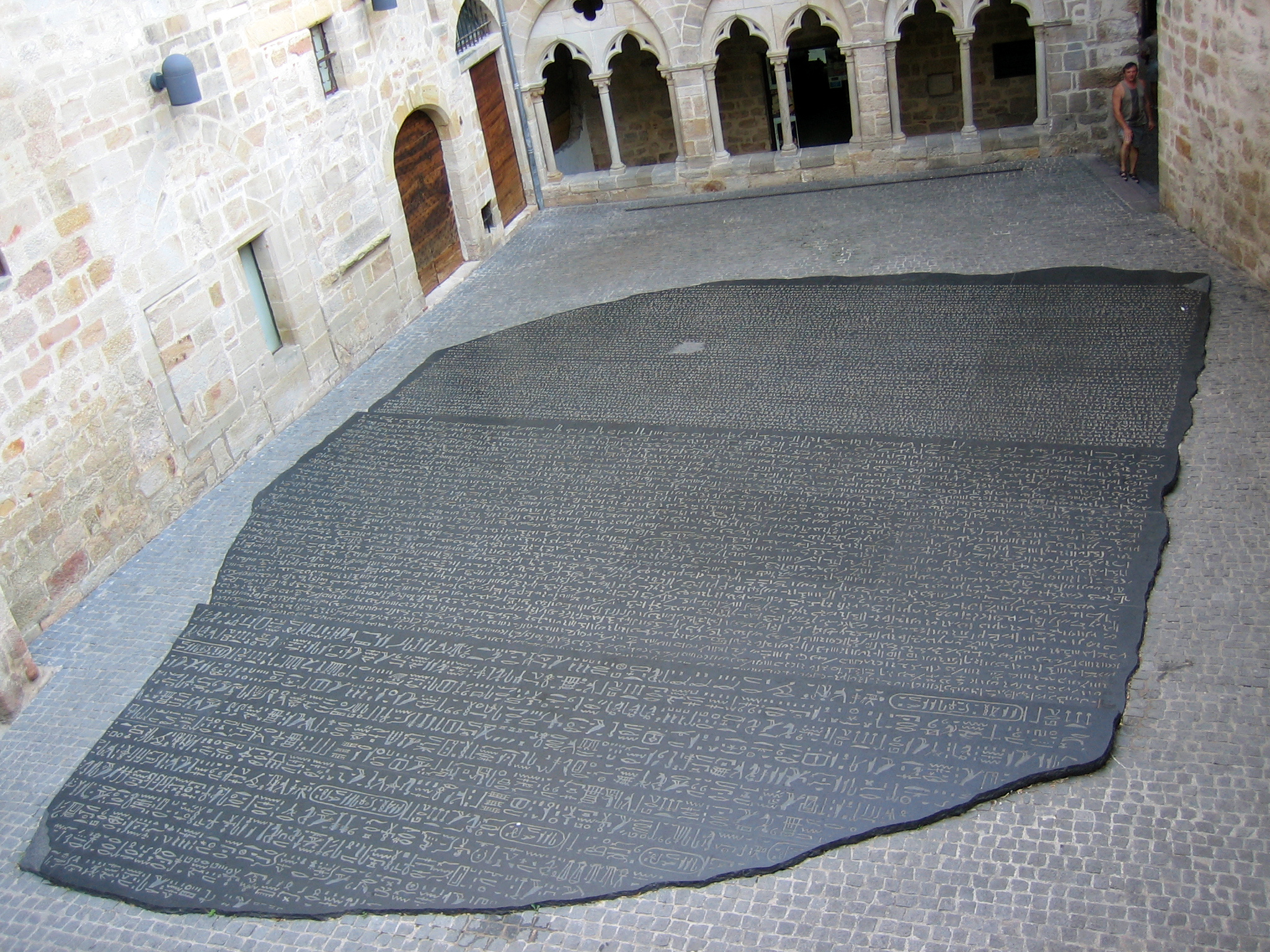
Place des Écritures
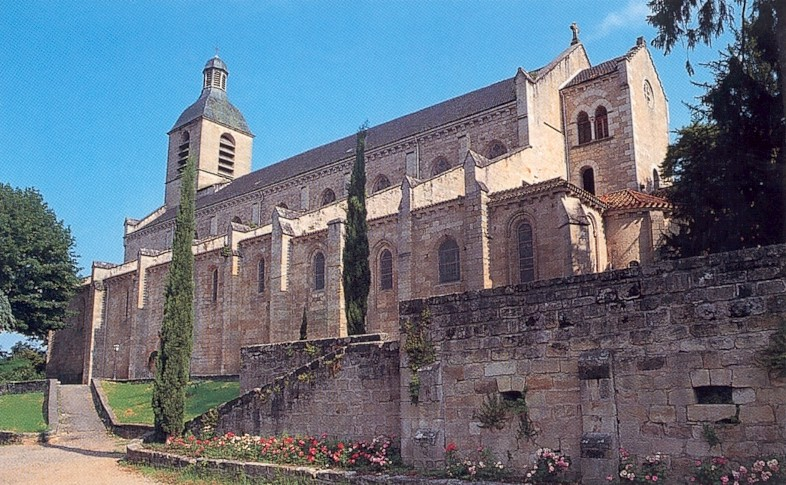
Notre-Dame du Puy
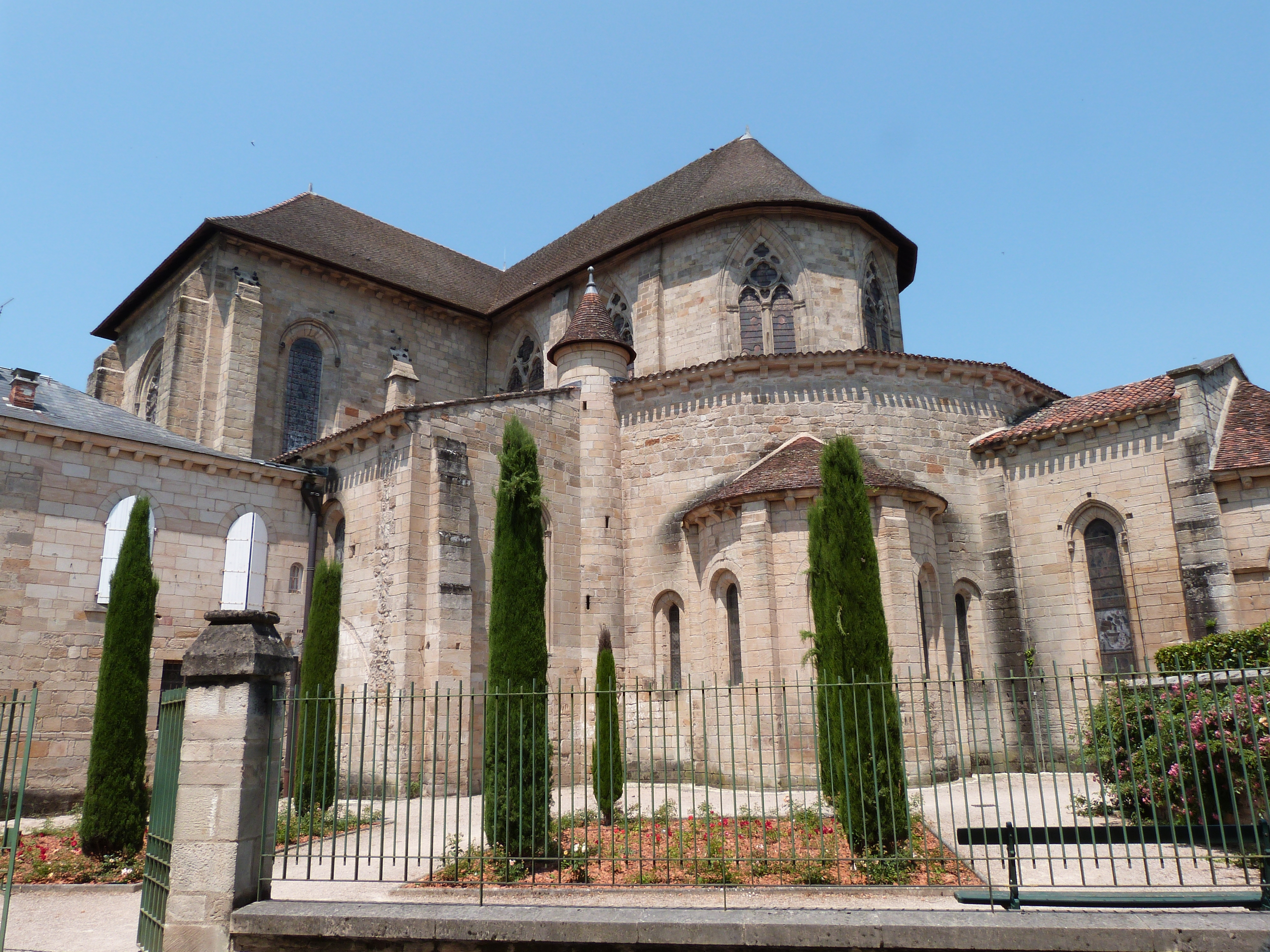
Kirche Saint-Sauveur

## Wirtschaft und Infrastruktur

### Wirtschaft
Neben dem Tourismus und der Landwirtschaft gibt es zwei wichtige Firmen in Figeac:
- Ratier-Figeac, gegründet 1904, produziert Propeller seit 1908 und war der erste Propeller-Hersteller weltweit. Heute ist die Firma Zulieferer der Luftfahrtindustrie und stellt unter anderem die Propeller für den Airbus A400M her.
- Figeac Aero produziert Baugruppen und Motoren für die Luft- und Raumfahrtindustrie. Das Unternehmen erlebte in den letzten Jahren ein starkes Wachstum durch Verträge mit amerikanischen Herstellern.

### Verkehr
- In der Nähe der Stadt gibt es einen kleinen Flugplatz Aérodrome de Figeac-Livernon.
- Der nächstgelegene Regionalflughafen ist Aurillac, der über die N122 zu erreichen ist.
- Der nächstgelegene Verkehrsflughafen ist Rodez-Marcillac, der unter anderem von Air France und von Ryanair angeflogen wird. Über die D840 liegt er circa 55 Straßenkilometer entfernt, in südöstlicher Richtung.
- Figeac ist eine SNCF-Station der Bahnstrecken Brive-la-Gaillarde–Toulouse-Matabiau und Figeac–Aurillac–Arvant.
- Im September 2003 hat Figeac einen kostenlosen Bus-Service eingeführt. Er besteht aus zehn Linien mit 100 Haltepunkten, auf denen drei Minibusse mit je 28 Plätzen verkehren. Darüber hinaus wird ein Bedarfsdienst in vier Regionen außerhalb der Stadt angeboten. Figeac ist eine der kleinsten Gemeinden in Frankreich, die ein solches Transport-System unterhält.
- An das französische Autobahn-Netz mit der Autobahn A20 ist Figeac über die Ausfahrt 56 Labastide-Murat und die D802, bzw. die Ausfahrt 58 Cahors-Sud und die D653 angebunden.
- Weitere Straßenverbindungen sind die N122, welche von Nordosten kommend in Figeac endet, während die D840 in Capdenac das Lot-Tal verlässt und über Figeac in nordwestlicher Richtung weiter führt. Weiterhin verlassen die D802 und die D662 Figeac in westlicher Richtung, während die D822 nach Süden führt.

### Öffentliche Einrichtungen
- Das University Institute of Technology Figeac ist ein Institut der Universität Toulouse mit den Fachbereichen Maschinenbau,  Fertigungstechnik, Marketing und Sozialpädagogik.
- Mit dem Lycée Champollion besitzt Figeac eine Ausbildungsstätte für allgemeine und berufliche Ausbildungsgänge, in denen im Jahr 2009 über 900 Schüler von 150 Lehrern unterrichtet wurden.
- Die Landwirtschaftsschule Le vinadie wurde 1979 gegründet.

## Partnerstädte
- Ismailia, Ägypten, seit dem 28. Oktober 1988
- Tulcea, Rumänien, seit 1990

## Persönlichkeiten
- Bertrand Lagier (um 1320–1392), römisch-katholischer Geistlicher
- Jacques-Joseph Champollion (1778–1867), genannt Champollion-Figeac, Archäologe und Bibliothekar, älterer Bruder von Jean-François Champollion
- Jean-François Champollion (1790–1832), Ägyptologe und Sprachwissenschaftler
- Victor Delbos (1862–1916), Historiker und Philosoph
- Louis Malvy (1875–1949), Politiker
- Charles Boyer (1899–1978), Schauspieler
- Clémence Grimal (* 1994), Snowboarderin